# Fineveke
Fineveke est un hameau de Wallis-et-Futuna. Il est situé dans le district de Mu'a sur la côte sud-ouest de l'île de Wallis, juste au nord-ouest de Halalo. Le lac Lanutavake se trouve juste au nord-est.
Il abrite une petite marina privée. Le « chef des rails » de Wallis vivait à Fineveke.